# Альсіра
Альсіра, Алзіра (ісп. Alcira, МФА: [alˈθiɾa], вал. Alzira, va [aɫˈziɾa] (офіційна назва)[джерело?]) — муніципалітет в Іспанії, у складі області Валенсія, у провінції Валенсія. Населення — 44 758 осіб (2010).

## Географія
Муніципалітет розташований на відстані близько 310 км на південний схід від Мадрида, 35 км на південь від Валенсії.
На території муніципалітету розташовані такі населені пункти: (дані про населення за 2010 рік)
- Алзіра: 43250 осіб
- Баррака-д'Айгуес-Вівес: 845 осіб
- Ла-Гаррофера: 88 осіб
- Ел-Пла-де-Корбера: 97 осіб
- Ел-Респіраль: 285 осіб
- Сан-Бернат: 91 особа
- Вілелья: 102 особи

## Демографія
Динаміка населення (INE ):

## Галерея зображень

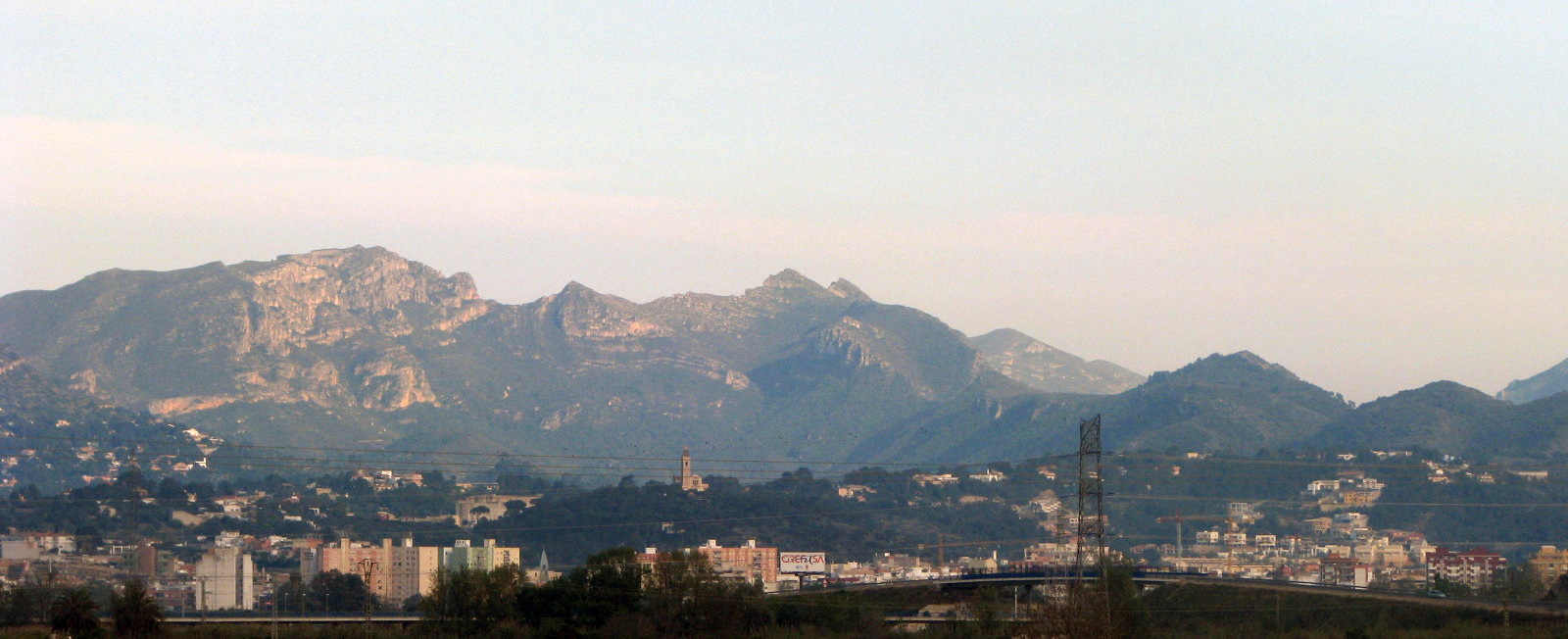
Алзіра, панорама
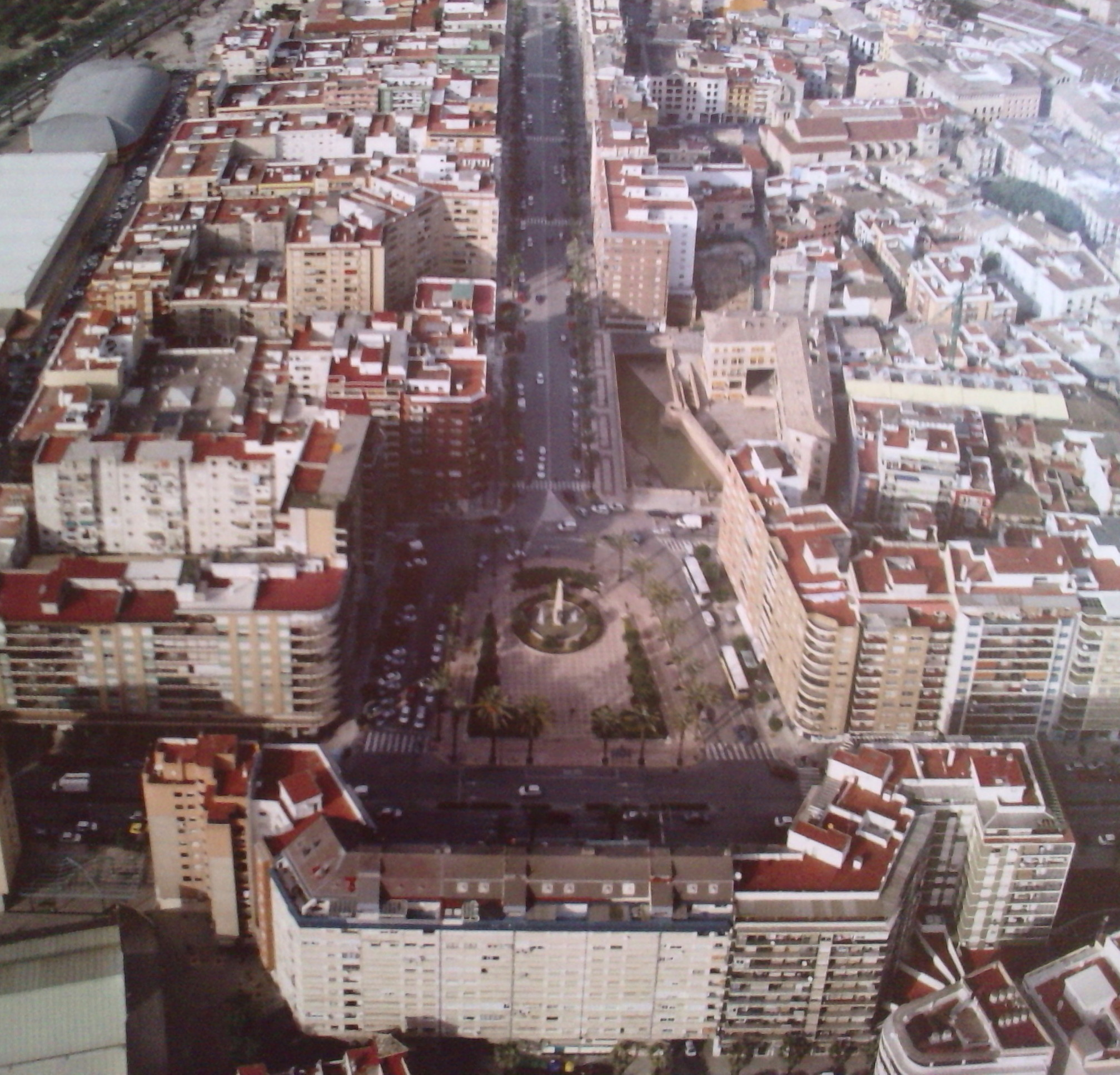
Центр міста Алзіра, вид згори
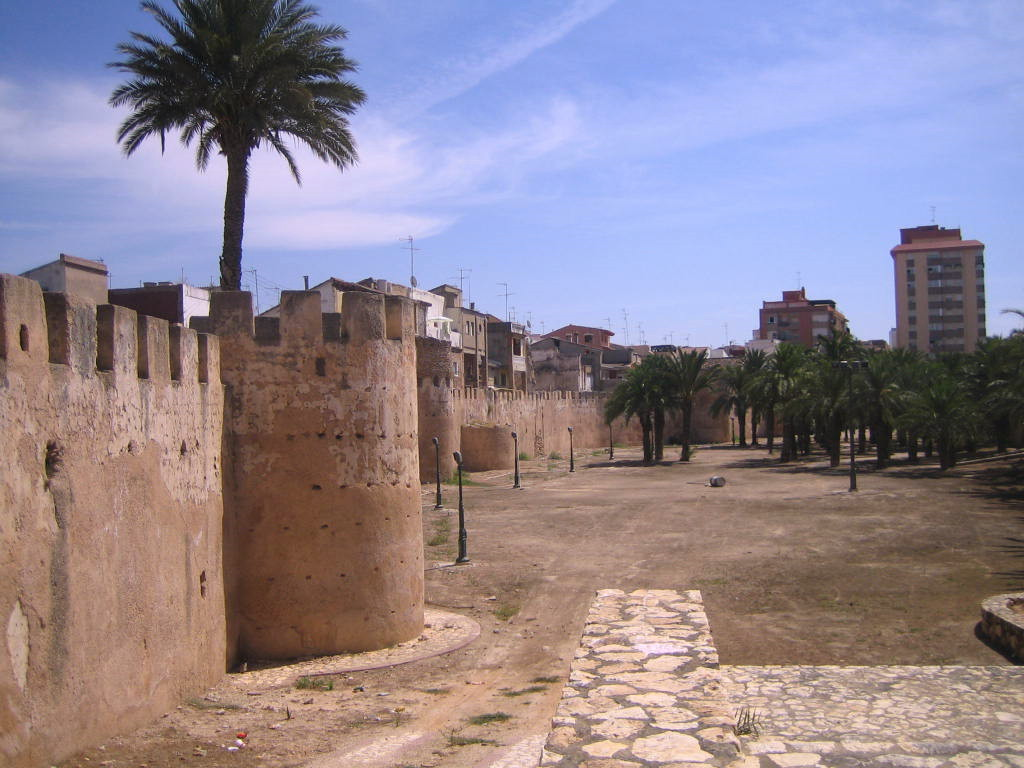
Алзіра, міський мур
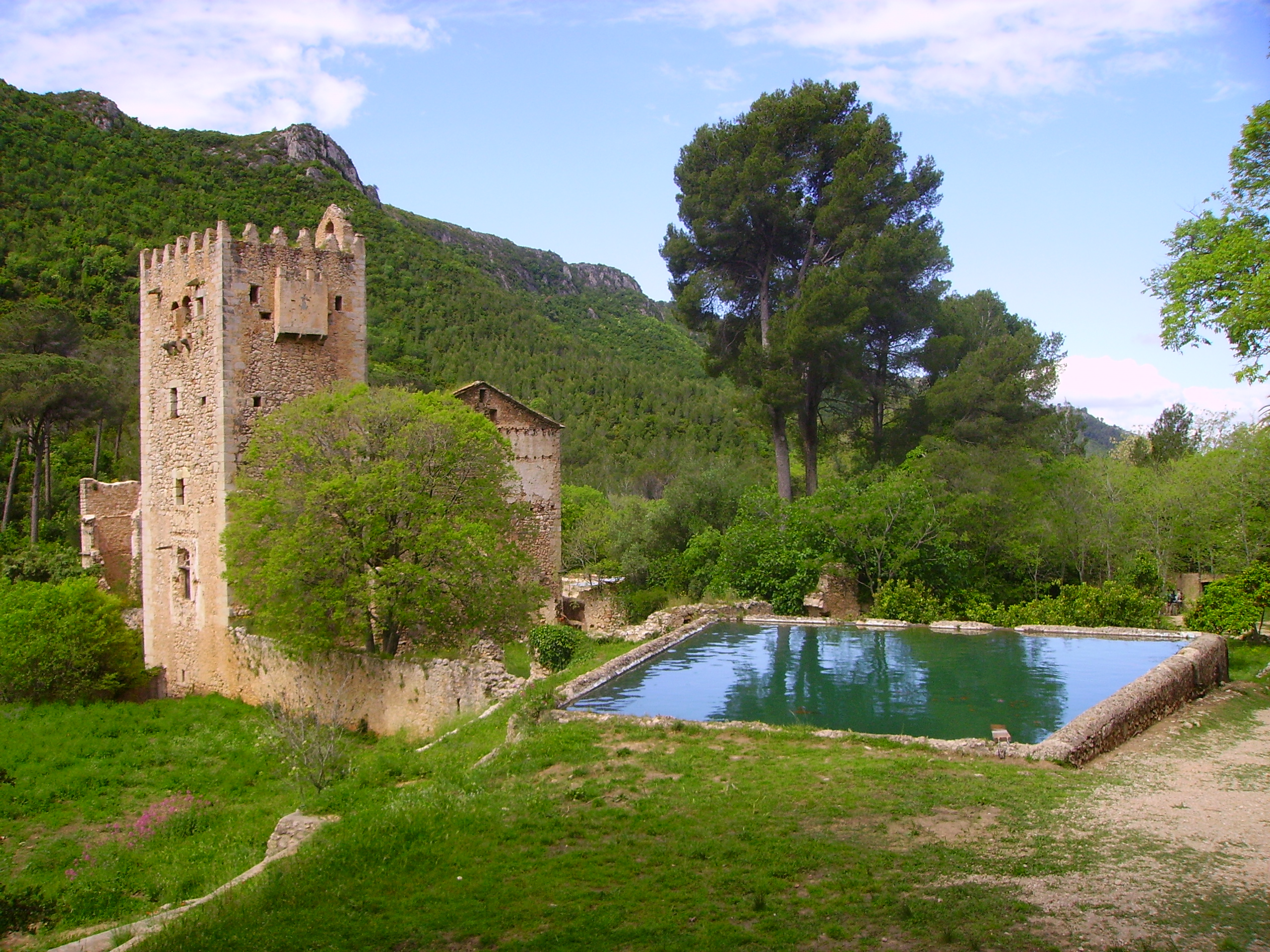
Монастир Ла-Мурта
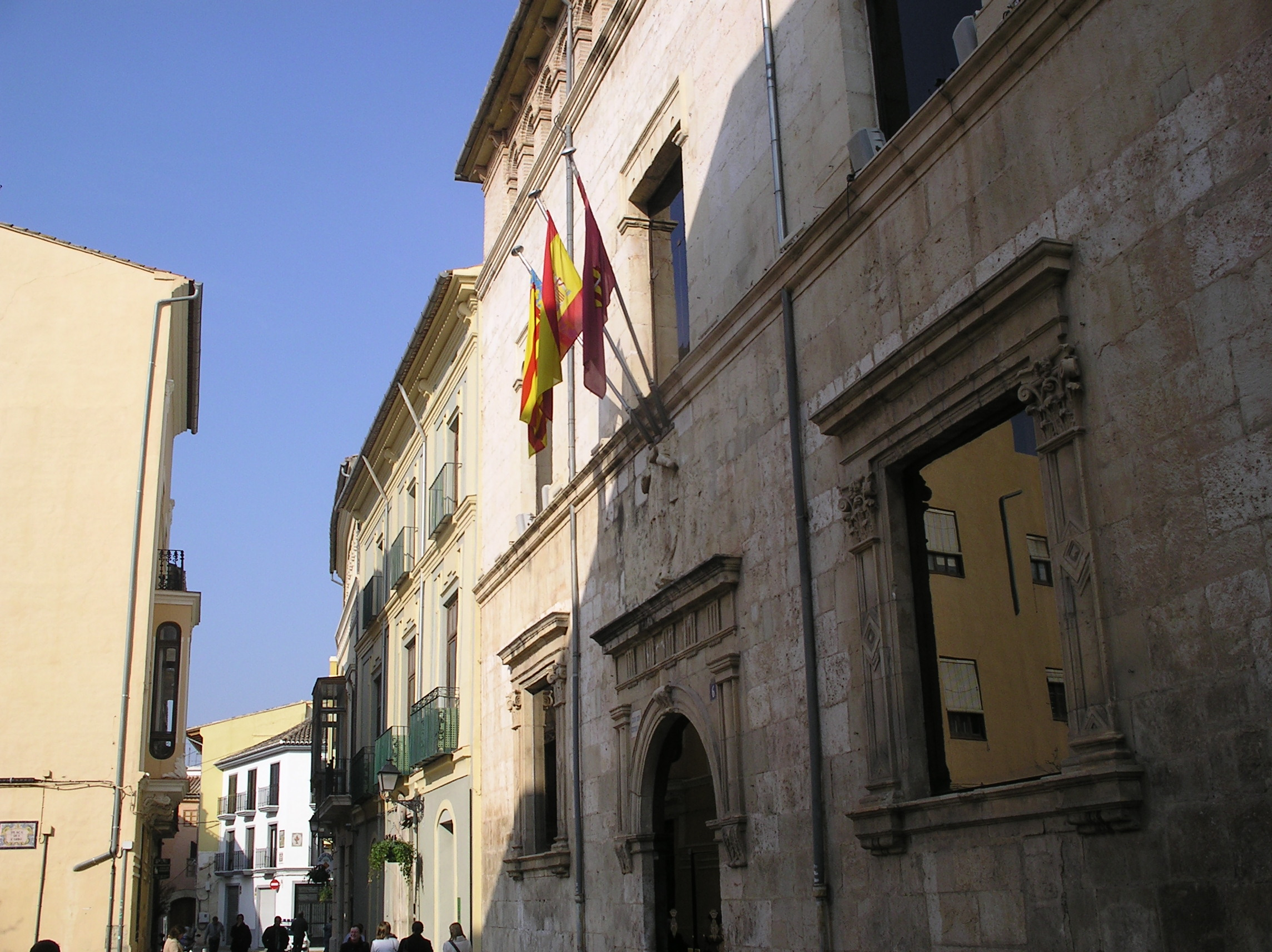
Муніципальна рада
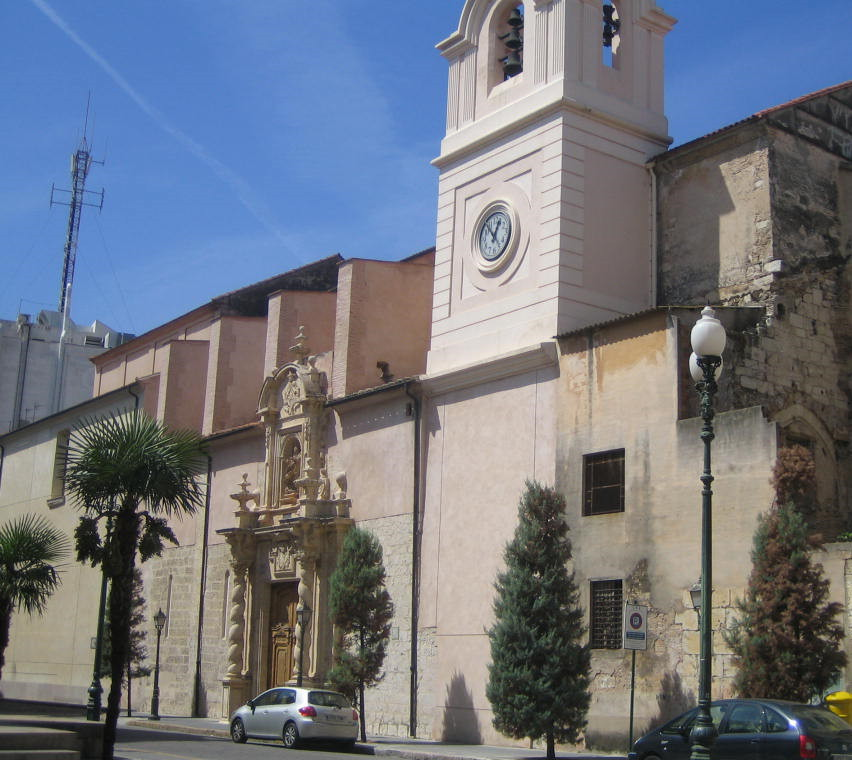
Церква Санта-Каталіна
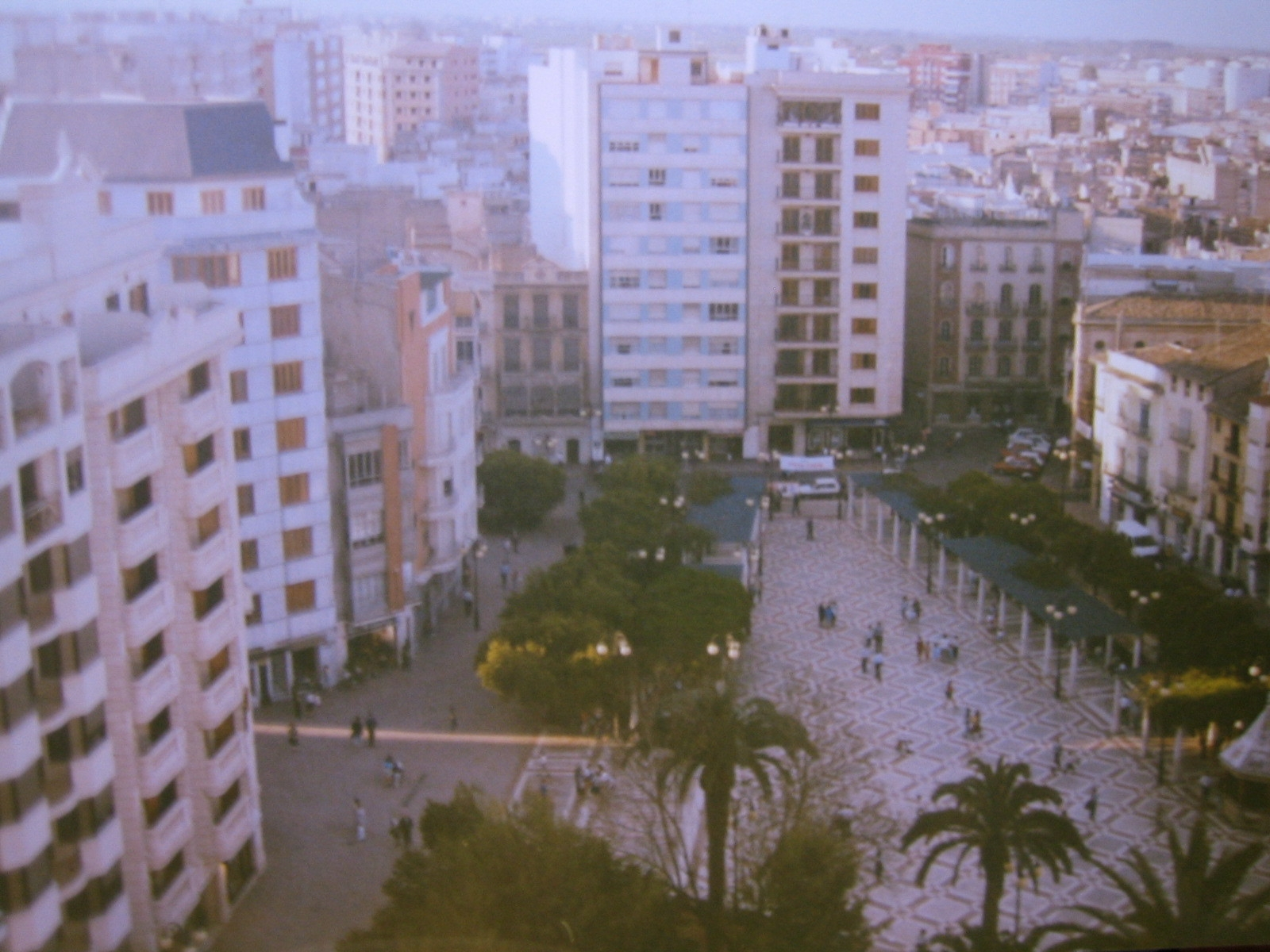
Пласа-Майор